# جامع محمد الخلف القديم
جامع الرحمن وهو من مساجد العراق القديمة الواقعة في قضاء الفاو في مدينة البصرة وتم بناءه عام 1318 هـ/1900م، وحالياً يحتوي على مدرسة دينية ومركز إقرائي لتحفيظ القرآن ويقع جامع الرحمن في حوز ابن جبران في الفاو وقد جدد عدة مرات، وكان آخرها من قبل السيد عبد اللطيف العثمان عام 1388 هـ/1968م، وقد بني الجامع بشكل فخم في وقتها وجدد بناؤه بالطابوق وغلف بالكاشي الكربلائي، وكتب في أعلاه آيات قرآنية، والداخل إلى الجامع يجد أمامه ساحة كبيرة، وبالجهة الجنوبية منها يقع حرم الجامع، حيث تقدر مساحة المصلى فيه 160 م2، بعرض 20م وطول 8م ويقوم المصلى على أعمدة ويقابله قاعة كبيرة (مجلس) بنفس المساحة، وتم ترميمهُ عدة مرات وبني فيه غرفة للإمام وبجوارها منارة مئذنة ترتفع نحو 25م، ذات حوض واحد غلفت بالكاشي الكربلائي، وكتب حولها بخط جميل آيات من القرآن، وحالياً فيهِ حملة ترميم ابتدات منذ عام 2006م، من قبل ديوان الوقف السني في العراق، وما زال العمل فيه مستمراً.
وحضر مجلسه الكثير من العلماء والادباء للدراسة وطلب العلم، ومن الأئمة الذين تعاقبوا منصب الإمامة والخطابة فيه:
- الشيخ محمد بن خلف بن أحمد المفتي.
- الشيخ إبراهيم بن محمد المفتي.

وتدار المدرسة الدينية والمركز الاقرائي للقرآن من قبل السادة:
- الشيخ عمار أسعد.
- مثنى يوسف يعقوب.
- هدى عبد الكريم سعود. مديرة مدرسة تبارك للبنات.